# Mathias Harrebye-Brandt

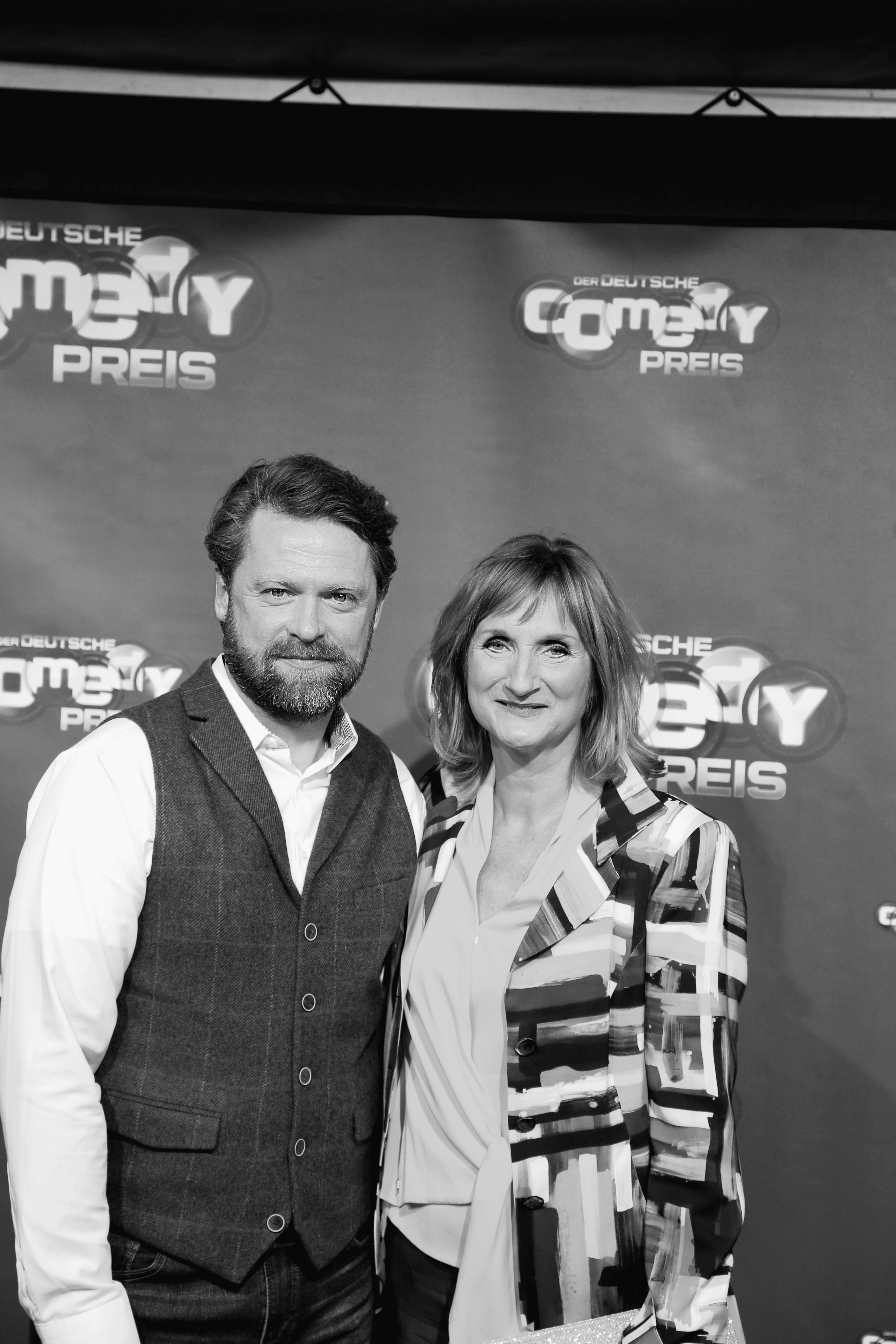
Mathias Harrebye-Brandt und Petra Nadolny beim Deutschen Comedypreis 2017

Mathias Harrebye-Brandt (* 1974 in Flensburg) ist ein deutsch-dänischer Schauspieler.

## Leben

### Herkunft und Ausbildung
Mathias Harrebye-Brandt wurde als Sohn eines Deutschen aus Flensburg und einer Dänin aus der deutschen Minderheit in Nordschleswig geboren. Er wuchs mit Deutsch und Dänisch als Muttersprachen auf.
Erste Erfahrungen als Schauspieler machte er als Abiturient an der Theater-AG der Goethe-Schule in Flensburg. Nach dem Abitur studierte er zunächst Literaturwissenschaft an der Universität Kiel. Dabei trat er ab 1998 regelmäßig auf der Studentenbühne im Theater im Sechseckbau auf; 1999 spielte er dort den Valmont in Gefährliche Liebschaften. Von 1994 bis 1998 nahm Harrebye-Brand privaten Schauspielunterricht in Hamburg und Kiel; er erwarb seine darstellerischen Fertigkeiten hauptsächlich als Autodidakt.

### Theater
Von 2000 bis 2002 war er unter Intendant Tadeusz Galia festes Ensemblemitglied am Polnischen Theater in Kiel. Weitere Theaterengagements hatte er bei dem freien Theaterensemble „Deich Art“ von Regisseurin Franziska Steiof (2002/2003), am Ostseetheater Flensburg (2007; als Mackie Messer in Brecht/Weills Die Dreigroschenoper) und beim Baltic Open Air Festival (2009; Titelrolle im Jedermann).
In der Spielzeit 2013/14 spielte er am Schloßpark-Theater in Berlin den FBI-Agenten Simpson in der Uraufführung des Theaterstücks Einsteins Verrat von Éric-Emmanuel Schmitt. In der Spielzeit 2015/16 trat er am Schloßpark-Theater als Mr. Clancy in dem Theaterstück Rose und Walsh von Neil Simon auf.
Er gehörte von 2017 bis zu dessen Auflösung 2020 dem wieder begründeten Kabarett-Ensemble Die Wühlmäuse an.

### Film und Fernsehen
Während seiner Universitätszeit wirkte Harrebye-Brandt in einigen Kurzfilmen mit. Er lernte dann im Uni-Umfeld den Gründer einer Agentur für Statisten und Komparsen für Fernsehproduktionen kennen; so erhielt er seine ersten Fernsehrollen. Mittlerweile wirkte Harrebye-Brandt in über 60 Film- und Fernsehproduktionen mit; häufig wird er dabei, entsprechend seiner Herkunft und seiner Sprachkenntnisse, als Däne oder als Skandinavier besetzt. Sein Fernsehdebüt hatte er 2001 als Polizeiwachtmeister Still in der ZDF-Vorabend-Serie Küstenwache; bis zum Jahr 2004 übernahm er in der Serie dann die kleine, aber feste Rolle des Hauptkommissars Michael Steiner. In späteren Jahren übernahm er immer wieder Episodenrollen in der Serie.
Im Tatort: Sternenkinder (2006) spielte er den Chefarzt Dr. Jansen; anschließend folgten zahlreiche Rollen in mehreren Fernsehfilmen und Fernsehserien. Im April 2011 drehte er den internationalen Agententhriller Wer ist Hanna? mit Cate Blanchett und Eric Bana in den Hauptrollen; er übernahm darin eine kleine Rolle als dänischer Polizist. Zwischen 2011 und 2013 hatte er eine wiederkehrende Serienrolle in der Fernsehserie Lindenstraße; er spielte das Sektenmitglied Tobias Niemeyer, den Ehemann der Serienfigur Nastya Pashenko (Anja Antonowicz). In dem Fernsehfilm Die Schuld der Erben (2012) spielte er Mogens Bilius, den Ehemann der weiblichen Hauptfigur Clara (Lisa Martinek). In der ARD-Serie Rote Rosen war er 2014 als Benne Brosen zu sehen; er spielte den dänischen Freund der Serienfigur Tine Hedelund (Maike Bollow).  2015 übernahm er eine feste Serienrolle in der Fernsehserie Die Pfefferkörner; er spielt Jonne Halonen, den Vater der jungen Ermittlerinnen Stella und Pinja.
Im September 2015 war Harrebye-Brandt in der ZDF-Krimiserie Blochin – Die Lebenden und die Toten in einer Nebenrolle zu sehen. Er spielte Philip Steinbrenner, den Ehemann der Berliner Staatssekretärin Katrin Steinbrenner (Jördis Triebel). Im Februar 2016 war er in dem Fernsehfilm Der Fall Barschel als Regierungssprecher Ahrendsen zu sehen. Im Februar 2016 war er außerdem in dem ARD-Fernsehfilm Kommissarin Louise Bonì – Jäger in der Nacht in einer Nebenrolle zu sehen; er spielte den Vergewaltiger Dr. Abel. In dem Film Bellas Glück aus der Katie-Fforde-Fernsehreihe des ZDF (Erstausstrahlung: Januar 2017) spielte er Mick Castle, den Ex-Mann der New Yorker Maklerin und Hauptfigur des Films, Bella Castle (Diana Amft).
Harrebye-Brandt hatte außerdem wiederkehrende Auftritte, Gast- und Episodenrollen in zahlreichen Fernsehserien, u. a. in Verbotene Liebe (2008; als Fotograf und Erpresser Tobias Guttner), Hallo Robbie! (2008; als dänischer Skipper Per Kolstrup), Da kommt Kalle (2011; als Feuerwehrmann Wolfgang Köpke), Gute Zeiten, schlechte Zeiten (2013; als Politiker Steffen Weiss, ein Parteifreund von Dr. Jo Gerner), Notruf Hafenkante (2014, als Mats Rasmussen, ein dänischer Kindsvater mit Alkoholproblemen), Kripo Holstein – Mord und Meer (2014; als Frisörbedarfslieferant Sven Oettrich), München 7 (2015; als Lauri Mäkäla, ein treusorgender finnischer Vater), Letzte Spur Berlin (2015; als dänischer Arzt Hakan Palander) und In aller Freundschaft – Die jungen Ärzte (2016; als Puppenspieler Antonio Bayer).
Im März 2016 war Harrebye-Brandt in der ZDF-Krimiserie SOKO Stuttgart in einer Episodenhauptrolle zu sehen; er spielte den tatverdächtigen Münchner Rüstungsunternehmer Leon Timm, den Ehemann der im Wald lebenden Aussteigerin Ina Timm (Julia-Maria Köhler). Im März 2017 war er in der ZDF-Serie Bettys Diagnose, ebenfalls in einer Episodenhauptrolle, der schwedische Adlige Birger Magnussen, der als Trauzeuge bei einer Hochzeit in Deutschland ist. In der 7. Staffel der Fernsehserie Familie Dr. Kleist hatte er, an der Seite von Wiebke Adam-Schwarz, eine Episodenhauptrolle (Erstausstrahlung: Dezember 2017) als Ehemann Oliver Albrecht, dessen Frau nach einer falsch diagnostizierten Blinddarmentzündung unter Bewusstseinsstörungen leidet. In einer weiteren Episodenhauptrolle war Harrebye-Brandt im April 2018 in der Krimiserie Morden im Norden auf Das Erste zu sehen; er verkörperte den spielsüchtigen Schiffsrestaurator Felix Herzog, den tatverdächtigen Ehemann des Mordopfers.
In der Rosamunde-Pilcher-Verfilmung Morgens stürmisch, abends Liebe, die im Januar 2019 im Rahmen der „ZDF-Herzkino“-Reihe erstausgestrahlt wurde, verkörperte Harrebye-Brandt als „charmanter“ Gartenarchitekt Julien seine erste große Fernsehhauptrolle in einer „Mainstream“-Produktion.
In der 3. Staffel der TV-Serie WaPo Bodensee (2019) übernahm Harrebye-Brandt eine der Episodenhauptrollen als engagierter Kanupolospieler und Solarmodul-Hersteller Yannik Sattmann, der für tote Fische im See verantwortlich ist. In der 23. Staffel der Krankenhausserie In aller Freundschaft (2020) spielte Harrebye-Brandt eine der Episodenhauptrollen als Sohn einer querschnittsgelähmten Patientin, der ein schwieriges Verhältnis zu seiner Mutter hat. In der 20. Staffel der ZDF-Serie Die Rosenheim-Cops (2020) übernahm Harrebye-Brandt eine humoristische Episodenhauptrolle als Maschinenbauunternehmer, der seine Frau betrogen haben soll.
In der ab September 2022 erstausgestrahlten ZDF-Krimiserie Mordsschwestern – Verbrechen ist Familiensache gehört Harrebye-Brandt als Leiter der Mordkommission neben Lena Dörrie, Caroline Hanke, Tamer Trasoglu und Claudiu Mark Draghici zur Stammbesetzung.

## Privates
Harrebye-Brandt lebt in Berlin. Harrebye-Brandt engagiert sich für die Belange der deutschen Minderheit in Dänemark. Er besitzt neben der deutschen auch die dänische Staatsbürgerschaft.

## Filmografie
- 2001: Sehnsucht nach Sandin (Fernsehfilm)
- 2001–2004: Küstenwache (Fernsehserie, 3 Folgen, verschiedene Rollen)
- 2006: Tatort: Sternenkinder (Fernsehreihe)
- 2008: Verbotene Liebe (Fernsehserie, Seriennebenrolle)
- 2008: Hallo Robbie! (Fernsehserie, Folge: Dunkle Geschäfte)
- 2009: Ein Strauß voll Glück (Fernsehfilm)
- 2009: Küstenwache (Fernsehserie, Folge: Störmanöver)
- 2010: Liebe, Babys und Familienglück (Fernsehfilm)
- 2011: Wer ist Hanna? (Kinofilm)
- 2011: Da kommt Kalle (Fernsehserie, Folge: Feuerteufel)
- 2011–2013: Lindenstraße (Fernsehserie, Seriennebenrolle)
- 2012: Die Schuld der Erben (Fernsehfilm)
- 2012: Zwei Leben (Kinofilm)
- 2013: Beste Freundinnen (Fernsehfilm)
- 2013: Gute Zeiten, schlechte Zeiten (Fernsehserie, Seriennebenrolle)
- 2014: Rote Rosen (Fernsehserie, Seriennebenrolle)
- 2014: Notruf Hafenkante (Fernsehserie, Folge: Das fremde Kind)
- 2014: Kripo Holstein – Mord und Meer (Fernsehserie, Folge: Waschen, legen, sterben)
- 2015: München 7 (Fernsehserie, Folge: Wir sind der Markt)
- 2015: Letzte Spur Berlin (Fernsehserie, Folge: Vergessen)
- 2015: Zum Teufel mit der Wahrheit (Fernsehfilm)
- 2015: Blochin – Die Lebenden und die Toten (Fernsehserie)
- 2015–2016: Die Pfefferkörner (Fernsehserie, 13 Folgen, Serienrolle)
- 2015: Der Fall Barschel (Fernsehfilm)
- 2016: In aller Freundschaft – Die jungen Ärzte (Fernsehserie, Folge: Hänsel und Gretel)
- 2016: Kommissarin Louise Bonì – Jäger in der Nacht (Fernsehfilm)
- 2016: Die Akte General (Fernsehfilm)
- 2016: SOKO Stuttgart (Fernsehserie, Folge: Alles Natur)
- 2017: Katie Fforde – Bellas Glück (Fernsehreihe)
- 2017: Bettys Diagnose (Fernsehserie, Folge: Verstand und Gefühl)
- 2017: Familie Dr. Kleist (Fernsehserie, Folge: Geheimnisse)
- 2017: Hubert und Staller (Fernsehserie, Folge: Dringender Tatverdacht)
- 2018: Morden im Norden (Fernsehserie, Folge: Liebesblind)
- 2018–2019: Kroymann (Fernsehserie, 2 Folgen)
- 2019: Rosamunde Pilcher: Morgens stürmisch, abends Liebe (Fernsehreihe)
- 2019: WaPo Bodensee (Fernsehserie, Folge: Der Tote im Kajak)
- 2020–2021: Merz gegen Merz (Fernsehserie)
- 2020: In aller Freundschaft (Fernsehserie, Folge: Schmerzhafte Vergangenheit)
- 2020: Die Rosenheim-Cops (Fernsehserie, Folge: Zwei Fälle für Stadler)
- 2020: Schwartz & Schwartz – Wo der Tod wohnt (Fernsehreihe)
- 2021: SOKO Leipzig (Fernsehserie, Folge: Lolita)
- 2021: Blutige Anfänger (Fernsehserie, Folge: Lieferstatus: tot)
- 2021: Der Krug an der Wiedau
- 2022: Der Schiffsarzt (Fernsehserie)
- seit 2022: Mordsschwestern – Verbrechen ist Familiensache (Fernsehserie)
- 2022, 2023: SOKO Köln (Fernsehserie, Folgen: Furry Tales, Lieber Gott, lass Abend werden)
- 2022: In aller Freundschaft – Die jungen Ärzte (Fernsehserie, Folge: Ohne Garantie)
- 2023: SOKO Hamburg (Fernsehserie, Folge: Altes Land, neues Glück)
- 2023: Dr. Nice – Alte Wunden (Fernsehreihe)
- 2024: WaPo Bodensee (Fernsehserie, Folge: Der Pakt)
- 2024: Dr. Nice – Herzflattern (Fernsehreihe)
- 2024: SOKO Stuttgart (Fernsehserie, Folge: Bruderherz)
- 2025: WaPo Elbe (Fernsehserie, Folge: Bumerang)
- 2025: SOKO Wismar (Fernsehserie, Folge: Der Königspfad)
- 2025: Dr. Nice – Flammende Herzen (Fernsehreihe)